# Asedio de Singara

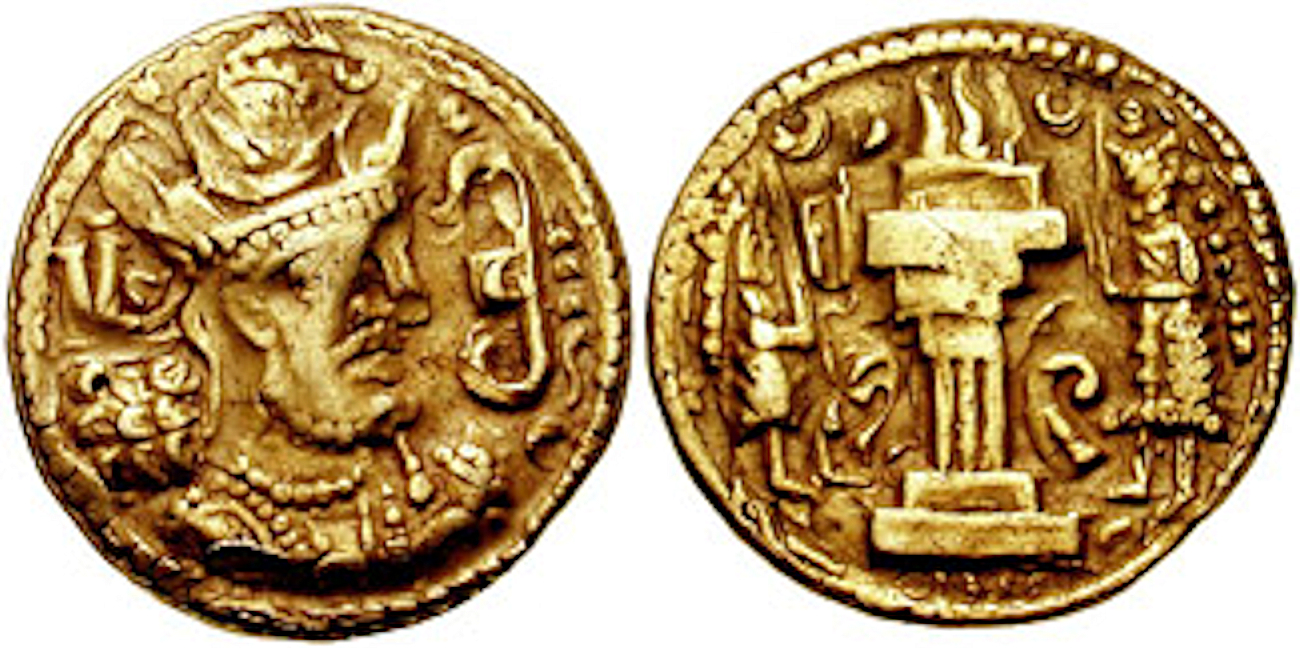
Monedas con el rostro del rey persa Sapor II 309-379.

La batalla de Singara o asedio de Singara se libró en 344 entre fuerzas romanas y sasánidas. Los romanos, dirigidos por el emperador Constancio II lograron defender la fortaleza de Singara de fuerzas persas del rey Sapor II de Persia.

## Contexto
Cuándo Sapor II tomó control del Imperio Sasánida trató de recuperar los territorios perdidos frente al Imperio Romano de Oriente. Después de aplastar la rebelión de árabes lajmidas en el sur, se dirigió a Mesopotamia y recapturó Armenia. Desde allí  empezó su primera campaña contra Constancio II, que fracasó.

## Batalla
Poco después de comenzar el asedio de Singara, las tribus nómadas orientales atacaron y saquearon Transoxiana y las ciudades orientales del Imperio sasánida. Al recibir noticias de los ataques desde las estepas y enfrentado a resistencia romana superior a lo que podía derrotar rápidamente, Sapor levantó el asedio. Ambos bandos habían sufrido importantes bajas en el mismo.

## Consecuencias
Tras esta campaña fracasada, firmó un tratado con Constancio II en el qua ambos estuvieron de acuerdo en no atacar al otro durante un periodo limitado de tiempo. El tratado de paz dio a Sapor la seguridad  que necesitaba en sus fronteras occidentales del para empezar su campaña contra los nómadas en Oriente. Empiece dicha campaña y tras una larga lucha recapturó las áreas perdidas, forzando a los nómadas a pedir la paz. También obligó a su rey, Grumbates, a acompañarle en la siguiente guerra contra los romanos. Entonces empezó su segunda campaña contra romanos en el año 359. Dicha campaña fue un gran éxito para los persas, que tomaron cinco provincias romana. 